# 堀直教
堀 直教（ほり なおのり）は、越後村松藩の第6代藩主。直寄系支流堀家6代。第5代藩主・堀直堯の六男。
安永8年（1779年）、嫡子だった長兄・直泰が死去したため、世子となる。天明5年（1785年）、父の死により家督を継いだ。寛政7年（1795年）隠居し、養子としていた直泰の長男・直方に藩主の座を譲った。その後も直方と次の藩主・直庸の2代にわたって藩政を後見した。文化9年（1812年）に死去した。享年62。

## 系譜
父母
- 堀直堯（父）

正室
- 松平頼恭の娘

子女
- 奥田教明（長男）
- 田沼意留正室
- 六郷政芳正室

養子
- 堀直方 ー 堀直泰の子